# 8025 Forrestpeterson
A 8025 Forrestpeterson (ideiglenes jelöléssel (8025) 1991 FB4) a Naprendszer kisbolygóövében található aszteroida. Henri Debehogne fedezte fel 1991. március 22-én.